# Monsters University
Monsters University is een Amerikaanse 3D-computeranimatiefilm uit 2013 onder regie van Dan Scanlon van Disney en Pixar in de reeks Monsters en co. De film kwam op 21 juni 2013 uit in de Verenigde Staten. Een maand later volgden onder meer België en Nederland. 

## Verhaal
Het verhaal van de film draait om het studentenleven van vrienden Mike en Sulley, de hoofdpersonages uit de eerste film, en hun vriendschap. Het verhaal start terwijl Mike nog een klein monster is en met zijn klas een bezoek brengt aan het bedrijf Monsters Inc.
Mike loopt stiekem weg tijdens het bezoek en loopt samen met een schrikker in een van de deuren naar de mensenwereld. Alles loopt goed af want de schrikker had niet eens door dat hij aanwezig was in de kamer en geeft hem als beloning zijn pet van Monsters University en zegt dat de Monsters University  de beste school is die er is voor schrikkers. 
Enkele jaren later kan hij eindelijk naar de monster universiteit gaan waar hij niet de populairste blijkt te zijn en hij helemaal niet eng is volgens de andere monsters waaronder James P. Sullivan. Tijdens het midden van het schooljaar wordt er een schriktest gehouden. Wie niet slaagt moet onmiddellijk de richting verlaten. Mike gaat de strijd aan met Sulley die beweert dat hij helemaal niet eng is. Mike haalt de beste punten en boekt vooruitgang, Sulley, die in het begin van het schooljaar de beste van de klas was omdat hij een Sullivan is, daarentegen niet omdat hij niet studeert tijdens het jaar. 
Uiteindelijk wordt Sulley voor de schriktest uit het groepje waarin hij zat gezet en wordt hij vervangen door Randall (Mike's kamergenoot) Voor de test laten de jongens (Mike en Sulley) tijdens een discussie de schrikfles van schooldirectrice Dr. Abigail vallen. Dr. Abigail maakt Mike duidelijk dat hij niet goed genoeg is om een schrikker te worden en verwijt Sulley dat hij lui is. Ze moeten nog voor de schriktest de richting verlaten en moeten zakken naar een veel saaiere richting over de schrikflessen. 
Tijdens een ruzie tussen Mike en Sulley horen ze van een schrikcompetitie en maken ze een groep met enkele andere monsters. Mike gaat een weddenschap aan met Dr. Abigail. Wanneer hij met zijn groep de schrikcompetitie wint mag hij terug.

## Rolverdeling
| Personage                                       | Taal              | Taal                  | Taal                  |
| Personage                                       | Originele versie  | Nederlandse versie    | Vlaamse versie        |
| ----------------------------------------------- | ----------------- | --------------------- | --------------------- |
| Michael "Mike" Wazowski                         | Billy Crystal     | Kasper van Kooten     | David Verbeeck        |
| James P. Sullivan (Sulley)                      | John Goodman      | Jack Wouterse         | Vic De Wachter        |
| Randall "Randy" Boggs                           | Steve Buscemi     | Laus Steenbeeke       | Marc Van Eeghem       |
| Don Carlton                                     | Joel Murray       | Mark Rietman          | Ludo Hellinx          |
| Terri Perry                                     | Sean Hayes        | Richard Kemper        | Tomas De Soete        |
| Terry Perry                                     | Dave Foley        | Remco Veldhuis        | Freek Braeckman       |
| Scott "Squishy" Squibbles/Sjors Suignap (Inkie) | Peter Sohn        | Pepijn Gunneweg       | Peter Thyssen         |
| Art                                             | Charlie Day       | Frans van Deursen     | Peter Van De Veire    |
| Decaan Abigail Hardscrabble                     | Helen Mirren      | Beppie Melissen       | Camilia Blereau       |
| Professor Knight                                | Alfred Molina     | Jan Nonhof            | Jakob Beks            |
| Johnny Worthington/Jannes Waardenberg           | Nathan Fillion    | Paul Disbergen        | Ivan Pecnik           |
| Claire Wheeler                                  | Aubrey Plaza      | Sanne Wallis de Vries |                       |
| Brock Pearson                                   | Tyler Labine      | Frans Limburg         |                       |
| "Frightening" Frank McCay/Frank McVrees         | John Krasinski    | Jeroen Keers          |                       |
| Karen Graves/Karin de Graaf                     | Bonnie Hunt       | Hymke de Vries        | Tine Embrechts        |
| Chet Alexander/Stef Alexander                   | Bobby Moynihan    | Gerard Ekdom          | Hans Van Cauwenberghe |
| Mevrouw Squibbles/Mevrouw Suignap               | Julia Sweeney     | Karin Bloemen         |                       |
| Carrie Williams/PNK's                           | Beth Behrs        | Fleur van de Water    |                       |
| De Verschrikkelijke Sneeuwman                   | John Ratzenberger | Frans van Deursen     |                       |
| Jonge Michael "Mike" Wazowski                   | Noah Johnston     | Valentijn Banga       |                       |
| Scheidsrechter                                  | Bill Hader        | Leo Richardson        |                       |
| Slak                                            | Bill Hader        | Giel Beelen           |                       |
| Roz/Trees                                       | Bob Peterson      | Nelly Frijda          |                       |
| CDA medewerker                                  | Teddy Newton      | Michiel Veenstra      |                       |
| Big Red                                         | John Cygan        | Leo Richardson        |                       |
| Fraternity Brother                              | Jess Harnell      | Trevor Reekers        |                       |
| Bus Chauffeur                                   | Lori Alan         | Maria Lindes          |                       |
| Emmet                                           | Mona Marshall     |                       |                       |
| Improvisatie Club Monster                       | Dan Scanlon       | Guido Spek            |                       |

De Nederlandse regie is gedaan door Maria Lindes en de vertaling door Judith Dekker. De Nederlandse versie van het nummer "Duivelsklauw & Addertong" is ingezongen door John Ewbank. De Nederlandse overige stemmen zijn ingesproken door: Thijs van Aken, Hilke Bierman, Huub Dikstaal, Ferry Doedens, Ewout Eggink, John Ewbank, Jennifer Ewbank, Cynthia de Graaff, Edna Kalb, Jeroen Keers, Lizemijn Libgott, Fred Meijer, Hero Muller, Finn Poncin, Florus van Rooijen, Max van der Veer en Peggy Vrijens. De Nederlandse overige kinderstemmen zijn ingesproken door: Day Ewbank, Elaine Hakkaart, Mabel ten Hoope, Floortje Kloosterman en Xavier Werner.

## Première Disneyland Paris
Op 22 juni vond er in Disneyland Parijs een première van de film plaats.